# آیسار اروسپیس
آیسار اروسپیس (انگلیسی: Isar Aerospace) شرکت هوافضای آلمانی است، که در سال ۲۰۱۸ تأسیس شد.